# Midland (Texas)
Midland é uma cidade localizada no estado norte-americano de Texas, no Condado de Martin e Condado de Midland. A cidade foi fundada em 1881.
A exploração do petróleo é a sua principal fonte de divisas. A cidade é habitada em grande parte por residentes de classe média e alta, enquanto uma cidade vizinha, Odessa, abriga principalmente operários e suas famílias.
A ex primeira-dama dos Estados Unidos, Laura Bush, nasceu na cidade, e o ex presidente George W. Bush lá passou grande parte de sua infância.

## Demografia
Segundo o censo norte-americano de 2000, a sua população era de 94.996. habitantes
Em 2006, foi estimada uma população de 102.073, um aumento de 7077 (7.4%).

## Geografia
De acordo com o United States Census Bureau tem uma área de
173,0 km², dos quais 172,5 km² cobertos por terra e 0,5 km² cobertos por água.

## Localidades na vizinhança
O diagrama seguinte representa as localidades num raio de 44 km ao redor de Midland.